# 洪熙官 (1977年電影)
《洪熙官》（英語：Executioners of Death），是一部1977年上映的香港電影，屬於武俠片，發行商為邵氏兄弟有限公司，由刘家良自导自演，倪匡編劇，並由罗烈、汪禹、陈观泰人参与演出。
本片以洪熙官為原型，內容主要講述武當派掌門與清廷狼狽為奸，設計並除掉少林寺，洪熙官與兒子接連向武當派掌門復仇之故事。

## 故事大綱
在武当和清军的围攻下，少林弟子洪熙官艰难的活了下来，并打算苦练功夫为其同门报仇。
就在报仇的途中，他遇到了一个女子，并且此女子也会一些功夫，于是二人不打不相识，并在之后结婚，有了一个孩子。
不过虽说他为了报仇苦练功夫，但是其妻子却看出如果想破除武当的金钟罩，需要她和丈夫所会的功夫一起练习才行，但是洪熙官对此却不以为意，最后在复仇的时候被武当掌门击杀。
其后，他的儿子为了报仇，学习了母亲和父亲所会的武功，并在最后打败了武当派掌门，报了其杀父之仇。

## 演員表
- 陈观泰 飾演 洪熙官
- 李丽丽 飾演 方詠春
- 罗烈 飾演 白眉道人
- 汪禹 飾演 洪文定
- 刘家辉 飾演 童千斤
- 郑康业 飾演 小胡
- 张午郎
- 钱月笙
- 江涛
- 林正英
- 李海生 飾演 至善禪師
- 曾志伟
- 林克明
- 罗强
- 余袁稳
- 刘家良
- 江岛 飾演 高進忠
- 王杰 飾演 童年洪文定
- 田青
- 沈劳 飾演 方叔
- 冯克安